# Nitty Gritty/Plumskinzz
Nitty Gritty/Plumskinzz è un singolo in 12 pollici del gruppo rap KMD. "Nitty Gritty" vede la partecipazione dei Brand Nubian.
"Plumskinzz" fa parte del secondo album del gruppo, Black Bastards, ma fu diviso in due tracce differenti, a causa dell'abbandono del gruppo da parte di Rodan. La parte vocale di Zev Love X divenne "Plumskinzz (Loose Hoe, God, and Cupid)", quella di Subroc "Plumskinzz (Oh No I Don't Believe It!". La parte di Rodan è comunque presente nel singolo.

## Tracce
Lato 1
1. Nitty Gritty (Radio Mix) (feat. Brand Nubian)
2. Nitty Gritty (Dog Spelled Backwards Mix) (feat. Busta Rhymes, Lord Jamar e Sadat X)
3. Nitty Gritty (Instrumental)

Lato 2
1. Plumskinzz (Vocal)
2. Peachfuzz (Last Chance For The Radio)
3. Plumskinzz (Instrumental)